# Колб, Эдвард
Э́двард Колб (англ. Edward Kolb, также известный как Rocky Kolb — каменный Колб род. 2 октября 1951, Новый Орлеан, США) — американский физик, работающий в области космологии. Один из авторов популярного учебника «The Early Universe». Сотрудник Фермилаб и профессор в Чикагском университете.

## Биография
Родился 2 октября 1951 года в Новом Орлеане, США. В 1973 году окончил Университет Нового Орлеана, получив диплом бакалавра по физике. В 1978 году в Техасском университете получил диплом доктора философии по физике. В 1978—1980 годах работал в Калифорнийском технологическом институте, в 1980—1983 годах — в Лос-Аламосской национальной лаборатории, где возглавлял группу по теоретической астрофизике. С 1983 года является сотрудником Фермилаб, где также до 2001 года возглавлял группу по теоретической астрофизике. С 2001 по 2006 годы являлся директором Центра астрофизики элементарных частиц в Фермилаб.

## Научные интересы
Основные исследования проводил в области приложения физики элементарных частиц к проблемам космологии и астрофизики. Занимался теоретическими исследованиями ранних этапов развития расширяющейся Вселенной, проблемой тёмной материи, бариогенезисом, аксионами и т. п.
В дополнение к этому ведёт активную образовательскую деятельность, читая публичные лекции по космологии.

## Членство в академиях
- Американское физическое общество (с 1984)
- Американская академия искусств и наук (с 2002)

## Награды
- 1996 — Астронавтская литературная премия Юджина Эмме
- 2002 — Медаль Георга Маркса, Венгерская академия наук
- 2003 — Медаль Эрстеда, Американская ассоциация преподавателей физики
- 2010 — Премия Дэнни Хайнемана в области астрофизики, Американское астрономическое общество